# Volker Frederking
Volker Frederking (* 1958) ist ein deutscher Germanist. Er ist Professor für Deutschdidaktik.

## Leben
Zwischen 1978 und 1982 studierte Frederking Deutsch, Philosophie und Geschichte (Lehramt/ Sek.II) an der Westfälischen Wilhelms-Universität in Münster/Westf., anschließend bis 1984 Deutsch, Philosophie, Ev. Religion und Latein (Lehramt/Sek.I/II) an der Universität Bielefeld.
Zwischen 1984 und 1986 erlangte er das Erste Staatsexamen für die Sek. II (Deutsch/Philosophie), 1986 nahm er das Geschichtsstudium wieder auf und machte 1988 sein Erstes Staatsexamen für die Sek.I (Deutsch/Geschichte).
Zwischen 1990 und 1992 war Volker Frederking Referendar am Studienseminar in Detmold und schloss 1992 sein Zweites Staatsexamen (Sek I/II: Deutsch/ Philosophie/ Geschichte) ab.
In den Jahren 1988 bis 1992 promovierte Frederking an der Fakultät für Linguistik und Literaturwissenschaft der Universität Bielefeld (Literaturwissenschaft/ Psychologie/ Philosophie) und war anschließend bis 1994 im Schuldienst tätig.
Zugleich war er ab 1992 bis 1993 Lehrbeauftragter für Philosophiedidaktik und Schulpraktische Studien an der Universität Bielefeld sowie von 1992 bis 1996 Lehrbeauftragter für Deutschdidaktik und Schulpraktische Studien an der Universität Bielefeld.
Zwischen 1994 und 1999 war er als Akademischer Rat für Literaturwissenschaft und Literaturdidaktik (Schwerpunkt Medien) an der Pädagogischen Hochschule Heidelberg tätig und arbeitete zwischen 1999 und 2000 als Akademischer Oberrat im gleichen Bereich.
Im Jahr 2000 war er Hochschuldozent für Literaturwissenschaft und Literaturdidaktik an der Pädagogischen Hochschule Freiburg und ist seit 10/2000 Professor für die Didaktik der deutschen Sprache und Literatur an der Erziehungswissenschaftlichen Fakultät der Universität Erlangen-Nürnberg.
Frederking war Mitherausgeber des Jahrbuchs 'Medien im Deutschunterricht' der AG Medien im Symposion Deutschdidaktik (2003–2012), ist Mitherausgeber der Reihe 'Medien im Deutschunterricht. Beiträge zur Forschung', Vorsitzender der 'Konferenz der Fachdidaktiken an Bayerischen Universitäten' (KFBU) (seit 2004), Assoziiertes Mitglied in der 'Gesellschaft für Fachdidaktiken' (GFD) als Vorsitzender der KFBU (seit 2005) und Vorstandsmitglied der 'Gesellschaft für Fachdidaktiken' (GFD) (seit 11/2011)

## Quelle
- Lehrstuhl für Didaktik der deutschen Sprache und Literatur: Vita

| Personendaten    | Personendaten       |
| ---------------- | ------------------- |
| NAME             | Frederking, Volker  |
| KURZBESCHREIBUNG | deutscher Germanist |
| GEBURTSDATUM     | 1958                |